# Scurcola Marsicana
Scurcola Marsicana est une commune de la province de L'Aquila dans la région Abruzzes en Italie.

## Monuments et patrimoine
- l'abbaye Santa Maria della Vittoria
- le château de Rocca Orsini

## Administration
| Période                                  | Période  | Identité            | Étiquette | Qualité |
| ---------------------------------------- | -------- | ------------------- | --------- | ------- |
| 30 mai 2006                              | En cours | Vincenzo Nuccetelli |           |         |
| Les données manquantes sont à compléter. |          |                     |           |         |

### Hameaux
Cappelle dei Marsi

### Communes limitrophes
Avezzano, Capistrello, Magliano de' Marsi, Massa d'Albe, Tagliacozzo